# Ondine (Pokémon)
Pour les articles homonymes, voir Ondine (homonymie).
Ondine (カスミ, Kasumi Yawa, en japonais) — Misty dans les versions anglophone et québécoise — est un personnage fictif du jeu vidéo et de la série télévisée Pokémon, appartenant à la franchise médiatique Pokémon.
Championne d'arène à Azuria, elle fait partie des personnages principaux depuis la première saison. Elle apparaît dès le premier épisode de la série.
Créée par Satoshi Tajiri, elle est doublée par Mayumi Iizuka en japonais, par Fanny Roy en français et par Kim Jalabert en français québécois.

## Rôle dansPokémon
Ondine est une dresseuse Pokémon de la série Pokémon, tout comme Sacha. Elle apparaît et rencontre le héros principal au premier épisode de la série, Le Départ où elle repêche Sacha d'une rivière aux alentours du Bourg-Palette. Celui-ci lui emprunte son vélo pour trouver le centre Pokémon le plus proche mais le lui rend en très mauvais état.
Elle est la présence féminine du groupe entre la première et la cinquième saison. Elle sera remplacée dans les saisons suivantes par Flora (saison 6 à 9), puis Aurore (saison 10 à 13), Iris (saison 14 à saison 16), Serena (saison 17 à 19), Lilie, Barbara et Néphie (saison 20 à 22) et puis enfin Chloé (Saison 24).
Elle réapparaît durant deux épisodes de la septième saison et durant la neuvième, jusqu'à ce que le Pokégroupe arrive dans sa ville d'Azuria. Quatre épisodes de Pokémon Chronicles sont également centrés sur elle.
Elle fait son grand retour à la fois dans la série et dans les jeux, en réapparaissant avec Pierre dans deux derniers épisodes de la saison 20 de la série et dans le nouveau jeu Let's Go, Pikachu et Let's Go, Évoli.
Elle réapparaît avec Pierre dans deux épisodes de la saison 22.
Elle accompagnera à nouveau Sacha et Pikachu dans leur voyage à la fin de la saison 25 en compagnie de Pierre.

## Personnage

### Apparence
Durant sa présence au sein du groupe, Ondine arborait toujours la même tenue : débardeur jaune, bretelles rouges et short en jean. Elle change de tenue lors de ses quelques apparitions dans les saisons suivantes. Elle a les cheveux roux attachés en une couette sur le côté, et des yeux verts.

### Voix
La voix originale d'Ondine est enregistrée par Mayumi Iizuka.
La voix d'Ondine est celle de Rachael Lillis en anglais, Fanny Roy en français et de Kim Jalabert en français québécois.

### Relations avec Sacha
Dans le premier épisode, dès leur rencontre, Ondine assène une gifle à Sacha. Cette partie de l'épisode a été supprimée en dehors du Japon. Depuis que Sacha a cassé le vélo qu'il a emprunté à Ondine pour emmener d'urgence Pikachu dans un centre Pokémon, cette dernière l'accompagne dans ses aventures jusqu'à ce que celui-ci lui rembourse les dégâts faits à son bien. Au fur et à mesure des épisodes, Ondine semble finir par tomber amoureuse de Sacha, sans savoir si celui-ci ressentait la même chose ou non. Elle est cependant très jalouse lorsque des filles amoureuses de Sacha lui tournent autour, comme Mélodie dans le film Pokémon 2 : Le pouvoir est en toi ou Macey lors de la Conférence Argentée (épisodes 266 à 272). Cependant, la jeune fille cache ses sentiments à l'égard du jeune dresseur. À la fin de l'épisode «Le fantôme de la jeune fille», Ondine invite Sacha à danser. Dans l'épisode 198, elle déclare à Sacha «qu'un jour, elle et lui se marieront aussi» en observant Pierre discuter avec Tewattoss. Dans «La Chanson d'Ondine», parue sur l'album Pokémon - Bande originale de la série TV et en partie diffusée dans une scène de l'épisode «Les adieux», elle confie être secrètement amoureuse de Sacha. Dans ce même épisode, Ondine se rend compte que ses sentiments pour Sacha sont réciproques.